# مهدی نصیری (بازیکن فوتبال)
مهدی نصیری (زادهٔ ۲۰ آبان ۱۳۶۶ در اصفهان) بازیکن فوتبال ایرانی است و در گیتی پسند اصفهان بازی می‌کند. او سابقه دوسال قهرمانی پیاپی در لیگ برتر فوتبال ایران را با تیم سپاهان اصفهان تجربه کرده است.

## افتخارات
- لیگ برتر
- قهرمانی در لیگ برتر فوتبال ایران ۹۰-۱۳۸۹ به همراه تیم سپاهان اصفهان
- قهرمانی در لیگ برتر فوتبال ایران ۹۱-۱۳۹۰ به همراه تیم سپاهان اصفهان